# Jimera de Líbar (kommunhuvudort)
Jimera de Líbar är en kommunhuvudort i Spanien.   Den ligger i provinsen Provincia de Málaga och regionen Andalusien, i den södra delen av landet, 400 km söder om huvudstaden Madrid. Jimera de Líbar ligger 535 meter över havet och antalet invånare är 431.
Terrängen runt Jimera de Líbar är lite bergig. Runt Jimera de Líbar är det glesbefolkat, med 12 invånare per kvadratkilometer. Närmaste större samhälle är Ronda, 13,9 km nordost om Jimera de Líbar. 